# 의성 나들목
의성 나들목(Uiseong IC)은 경상북도 의성군 봉양면 도원리에 설치된 중앙고속도로의 19번 교차로이다. 나들목 진출입로는 봉양면 신평리와 접하고 있으며, 봉양면, 의성읍 및 군위군 군위읍 등지로 진출할 수 있다. 명칭 때문에 의성읍내에 있다고 생각할 수 있으나 의성읍내와는 15km 정도 거리가 있으며 봉양면 소재지와 가깝다. 의성읍내와 가장 가까운 나들목은 서산영덕고속도로의 북의성 나들목이다.

## 연혁
- 1995년 8월 29일 : 중앙고속도로 칠곡 ~ 서안동 구간 개통과 함께 영업 개시[1]

## 구조물 정보
- 위치: 경상북도 의성군 봉양면 도원리
- 영업소: 경상북도 의성군 봉양면 경북대로 4306-35

## 접속하는 도로
- 경북대로 (국도 제5호선, 국가지원지방도 제68호선)

## 교통량 정보
| 요금소        | 통행량 (대/일) | 통행량 (대/일) | 통행량 (대/일) | 통행량 (대/일) | 통행량 (대/일) | 통행량 (대/일) | 통행량 (대/일) | 통행량 (대/일) | 통행량 (대/일) | 통행량 (대/일) | 각주  |
| 요금소        | 2001년         | 2002년         | 2003년         | 2004년         | 2005년         | 2006년         | 2007년         | 2008년         | 2009년         | 2010년         | 각주  |
| ------------- | -------------- | -------------- | -------------- | -------------- | -------------- | -------------- | -------------- | -------------- | -------------- | -------------- | ----- |
| 의성 (폐쇄식) | 2,756          | 3,105          | 3,182          | 3,123          | 2,964          | 2,869          | 2,928          | 2,858          | 3,123          | 3,142          | [ 2 ] |
| 요금소        | 2011년         | 2012년         | 2013년         | 2014년         | 2015년         | 2016년         | 2017년         | 2018년         | 2019년         |                | [ 2 ] |
| 의성 (폐쇄식) | 3,176          | 3,189          | 3,311          | 3,242          | 3,397          | 3,678          | 3,547          | 3,586          | 3,697          |                | [ 2 ] |